# شهرستان اتاوی
ناحیهٔ اتاوی یک ناحیه در یمن است که در استان عدن واقع شده‌است. ناحیهٔ اتاوی ۵۲٬۹۸۴ نفر جمعیت دارد.